# Bauxiet

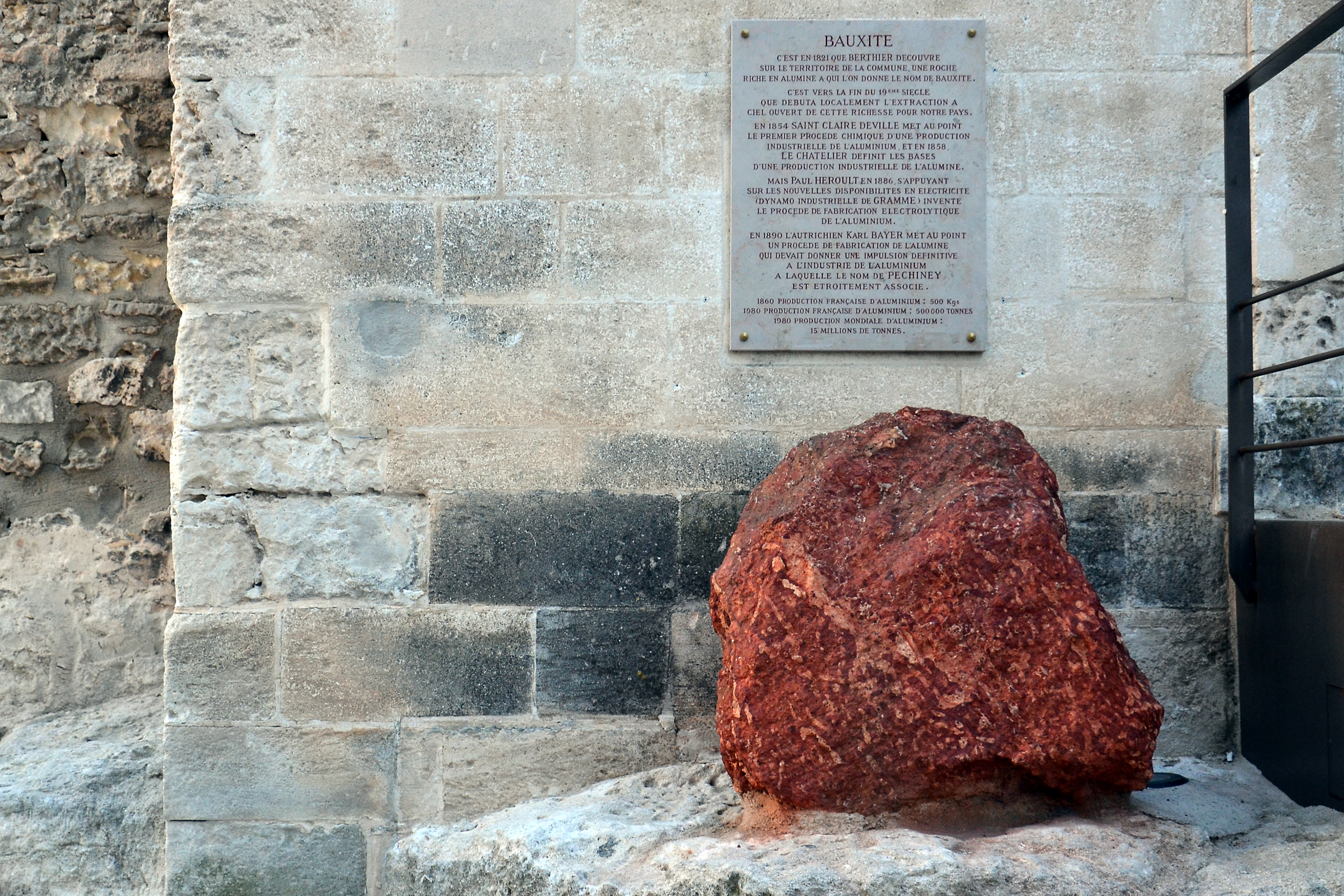
Bauxiet, Les Baux-de-Provence

Bauxiet is een sedimentair gesteente dat een belangrijk erts van aluminium vormt. Bauxiet bestaat voor een groot deel uit aluminiumoxide; daarnaast bevat het, afhankelijk van de oorsprong, ook verbindingen van titanium, ijzer, vanadium en silicium.
Bauxiet is genoemd naar het dorp Les Baux-de-Provence in het zuiden van Frankrijk, waar het in 1821 werd ontdekt door de Franse geoloog Pierre Berthier. In 1991 is de winning van bauxiet in Frankrijk gestaakt.
Bauxiet wordt verwerkt tot aluminium door het eerst om te zetten in het oxide (dit is het Bayerproces), en daaruit door elektrolyse van de smelt het metaal te maken. Dit laatste is het Hall-Héroult-proces en het is een zeer energie-intensief proces; daarom worden aluminiumfabrieken vaak naast elektriciteitscentrales gebouwd.
In 1915 werd in Suriname bauxiet ontdekt. De opbrengst uit bauxiet was vele jaren een van de belangrijkste inkomstenbronnen voor de Surinaamse staat. Tijdens de Tweede Wereldoorlog was de vraag naar aluminium groot; de geallieerde luchtvloot werd grotendeels gebouwd van uit Surinaams erts gewonnen aluminium. In 1950 had Suriname een aandeel van ruim 25% in de wereldwijde bauxietproductie. Omstreeks 2015 werd de winning van bauxiet in het land gestaakt.
In de Europese Unie is Griekenland de enige staat met economisch winbare bauxiet in de bodem. In 1924 werd er 'arm ijzererts' gevonden dat enkele jaren later werd herkend als bauxiet. In 1934 begon de industriële verwerking.
Anno 2020 is Australië de grootste leverancier van het mineraal.

## Winning
In de periode 2000 tot en met 2020 is de winning van bauxiet jaarlijks gemiddeld met 5,2% gegroeid. Australië heeft de leidende positie vast kunnen houden, maar er was sprake van een bijzonder hoge groei in Guinee en de Volksrepubliek China. In Indonesië heeft de bauxietwinning recent ook een hoge vlucht genomen, in 2015 was de productie met 202.000 ton marginaal en in 2020 was dit 23 miljoen ton. Guinee had de grootste bauxietreserves in 2020.
| Land                    | Winning | Winning | Winning | Reserve   |
| Land                    | 2000    | 2010    | 2020    | Reserve   |
| ----------------------- | ------- | ------- | ------- | --------- |
| Australië               | 53 800  | 68 400  | 110 000 | 5 100 000 |
| Guinee                  | 15 000  | 17 400  | 82 000  | 7 400 000 |
| China                   | 9 000   | 44 000  | 60 000  | 1 000     |
| Brazilië                | 14 000  | 28 100  | 35 000  | 2 700 000 |
| India                   | 18 000  | 18 000  | 22 000  | 660 000   |
| Indonesië               |         |         | 23 000  | 1 200 000 |
| Jamaica                 |         |         | 7 700   | 2 000     |
| Kazachstan              |         |         | 5 800   | 160 000   |
| Rusland                 |         |         | 6 100   | 500 000   |
| Saoedi-Arabië           |         |         | 4 000   | 190 000   |
| Vietnam                 |         |         | 4 000   | 3 700 000 |
| Maleisië                |         |         | 500     | 170 000   |
| Andere landen           |         |         | 11 000  | 4 900 000 |
| Wereldtotaal (afgerond) | 135 000 | 209 000 | 371 000 | 30 000    |

De Volksrepubliek China is veruit de grootste verwerker van bauxiet en heeft een wereldwijd marktaandeel van zo'n 50% in de productie van aluminiumoxide.